# Iabal

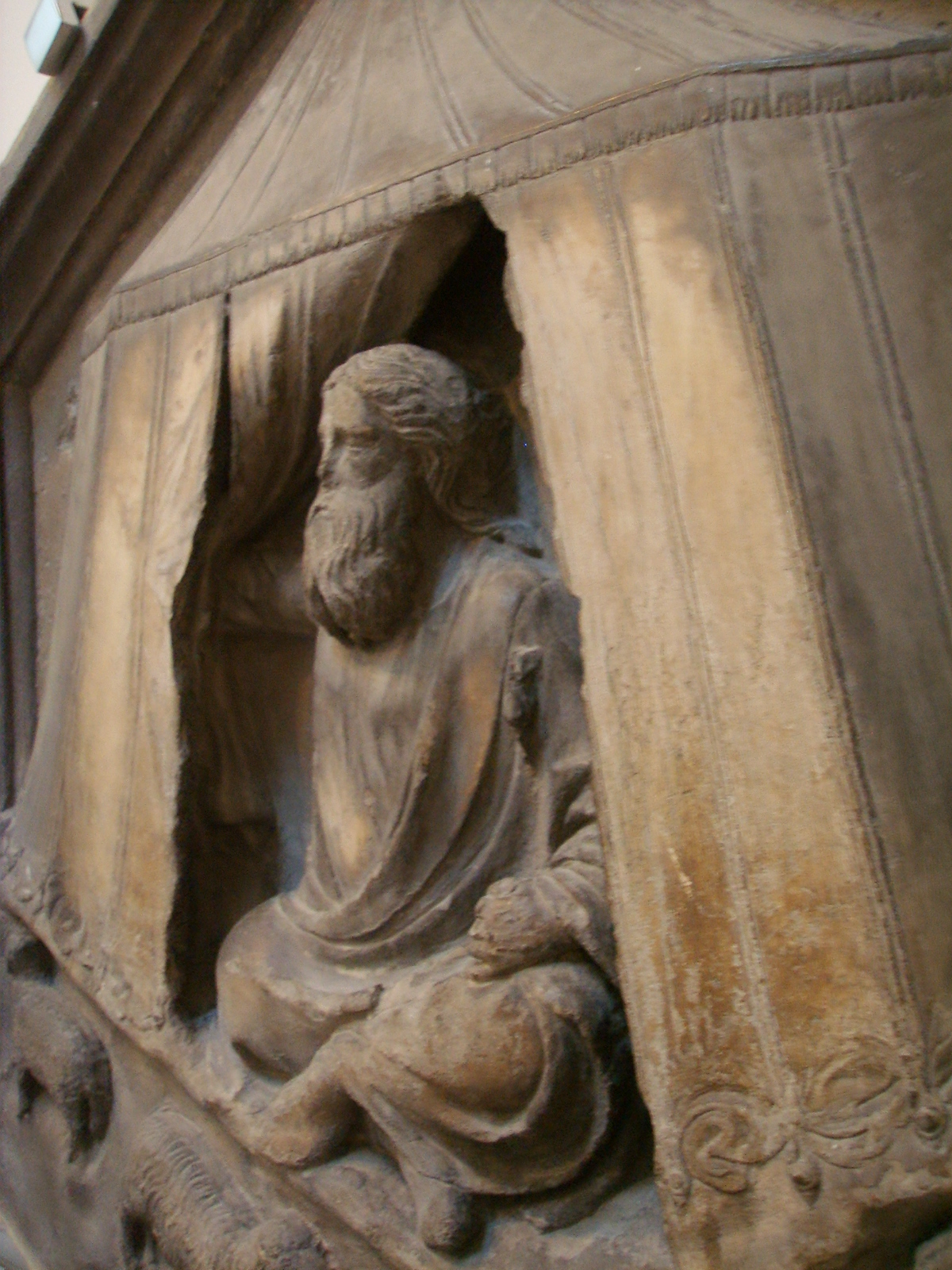
Iabal in una formella di Andrea Pisano

Iabal (o Jabal) è un personaggio dell'Antico Testamento.
La Bibbia ne parla in Genesi 4,19-21, definendolo «il padre di quanti abitano sotto le tende presso il bestiame». Fu il primogenito di Lamech, discendente di Caino, e della sua prima moglie Ada, nonché fratello maggiore di Iubal, che invece fu «il padre di tutti i suonatori di cetra e di flauto».